# Harcèlement électromagnétique
Ne doit pas être confondu avec Cyberharcèlement, Arme à énergie dirigée ou Sensibilité électromagnétique.
Pour les articles homonymes, voir HEM.
Le harcèlement électromagnétique est une théorie du complot incluant l'attaque d'une ou plusieurs personnes de manière répétée et volontaire, à l'aide de moyens électromagnétiques.
Des cas ont été relevés à Cuba, en Chine, en Russie et aux États-Unis dans des attaques ayant visé des diplomates et agents américains et canadiens. En dehors de ceux-là, de nombreuses personnes se prétendant victimes de harcèlement ou de torture électromagnétique ne présentent pas de preuves suffisantes pour étayer leurs allégations.

## Éléments du complot électromagnétique

### Thème
Les sujets se décrivent comme des individus ciblés subissant un harcèlement électromagnétique effectué à l'aide de moyens technologiques avancés, les visant personnellement, dans une forme de harcèlement mental et physique odieuse. Les symptômes courants de ce harcèlement sont l'entente de voix, souvent désobligeantes et moqueuses, le ressenti de brûlures ,, des maux de tête, maux de ventre, bruits perçants directionnels, acouphènes, phosphènes, manifestations neuropsychiques variées, avec une perception d'intention et de direction très forte.
Dans d'autres cas, des personnes affirment avoir eu un implant greffé dans le cerveau qui amplifie les ondes émises ou reçues. Aux États-Unis, ce phénomène est rapproché de l'enlèvement par les extraterrestres et des allégations de pose d'implant extraterrestre,.
Les personnes victimes de harcèlement électromagnétique peuvent également être victimes de « stalking », qui consiste à être constamment sous la surveillance d'une ou plusieurs personnes (gang-stalking).
La visée du harcèlement est un contrôle mental, dont la forme extrême serait le lavage de cerveau, concept controversé au sein des sciences sociales et psychologiques, mais qui serait pratiqué par des groupes politiques ou sectes religieuses.

### Origines
Les théories du complot par contrôle mental se sont développées avec les avancées biomédicales : transplantation d'organes, biotechnologies de la reproduction, techniques de réanimation et soins intensifs, avec intrusion de la technologie dans la sphère de la culture et de l'intime. Elles s'appuient aussi sur le développement des drogues récréatives et psychédéliques (ectasy, LSD...) montrant la possibilité de provoquer des états de conscience modifiés.

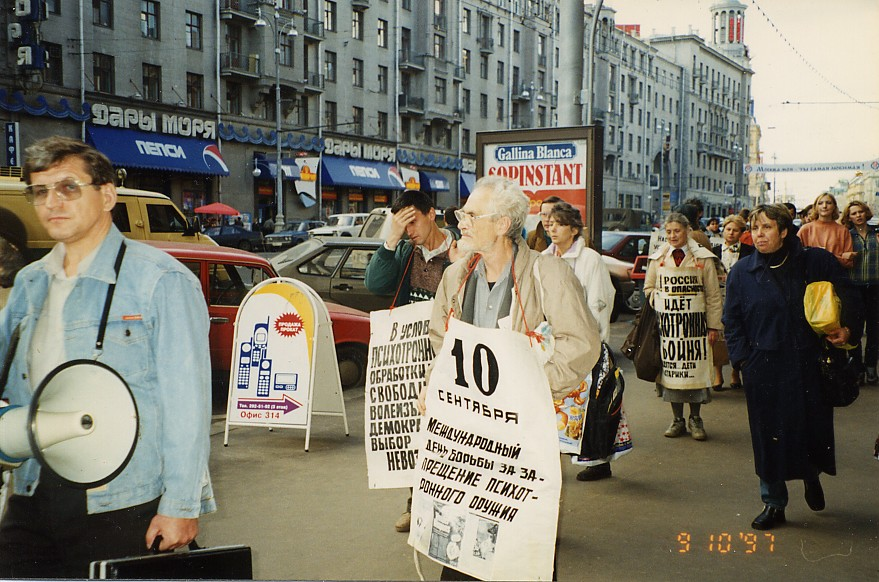
Manifestation contre les armes psychotroniques, Moscou, 1997. On peut lire « 10 septembre, journée internationale contre les armes psychotroniques », « Sous attaque psychotronique, la libre expression et les élections démocratiques sont impossibles » et « SOS ! Russie en Danger ! Le massacre psychotronique continue ! ».

Les individus ciblés se réfèrent à des informations déclassifiées provenant de revues militaires ou de la sécurité nationale, ou de la pressedocuments à l'appui de leurs allégations selon lesquelles les gouvernements exercent des manipulations mentales. Les gouvernements auraient développé une technologie qui permettrait d'envoyer des voix dans la tête des gens (voice to skull), les amener à ressentir certaines choses et ne plus être eux-mêmes. Il s'agit essentiellement des programmes de recherches des services secrets américains menés au cours de la guerre froide, au motif que les soviétiques auraient mené les mêmes.
Le projet MK-Ultra (1953-1964, et MK-Search jusqu'en 1972), révélé par de nombreux ouvrages à partir des années 1970, était l'un de ces programmes. Ce programme fédère 149 sous-projets menés dans l'illégalité (de façon non éthique), sans le consentement et à l'insu des sujets testés (prisonniers, malades mentaux...). Il s'agissait de découvrir des moyens de manipulation mentale, à partir, par exemple, d'électrochocs, de LSD, à l'exemple de Karen Wetmore, une victime qui a publié son expérience. Ces recherches n'ont abouti à aucun résultat scientifique probant,
Le projet HARP est, lui aussi, un authentique projet de recherche, consacré à l'étude de l'ionosphère. Il existe depuis 1990 et est mené en Alaska. Le fait qu'il soit soutenu par l'armée américaine a fait suggérer qu'il s'agirait en fait de recherches sur une arme météorologique, de rupture des communications et réseaux informatiques de l'ennemi et une arme électromagnétique de contrôle mental par ondes et fréquences particulières.
Dans la foulée, se sont surajoutés de nombreux programmes imaginaires comme :
- « RHIC-Edom » (pour Radio-Hypnotic Intracerebral Control-Electronic Dissolution of Memory) pour fabriquer des assassins par ondes et radiations. Cet acronyme est apparu en 1967, dans un ouvrage intitulé Were We Controlled ? affirmant que Lee Harvey Oswald et Jack Ruby ont été programmés par la CIA ;
- « Monarch » pour provoquer par hypnose, et stimuli audio-visuels une personnalité multiple et contrôler l'une d'entre elles. Ce programme est décrit en 1995 dans des ouvrages d'auteurs-conférenciers. Il s'agissait d'un recyclage de croyances américaines sataniques et occultes des années 1970-1980. Depuis, le projet Monarch est devenu une conspiration complète en lien avec d'autres (Illuminati, Skull and Bones) [13].

### Communautés
Les révélations de ces projets, ainsi que la présentation détaillée de ces armes et procédés secrets, font l'objet d'une abondante littérature suscitant la formations de communautés, pouvant se réunir en congrès annuel notamment aux États-Unis. Ces groupes peuvent développer une sous-culture et générer une activité commerciale (leaders auteurs-conférenciers, vente de livres, conférences payantes, vente de méthodes, produits et appareils permettant de se défendre contre le contrôle mental).

## Interprétations

### Psychopathologie
Les expériences de harcèlement électromagnétique ou de « contrôle mental », ou encore de « surinfluence » selon le terme français des années 1960, peuvent relever d'hallucinations, de troubles délirants ou de psychose, comme celles d'enlèvements extra-terrestres, ou de visites de parents décédés, ou encore d'expériences vécues dans des camps de rééducation. Il peut être difficile de convaincre ces personnes que leur croyance pourrait être basé sur un délire extérieur.
Le premier cas documenté de délire d'influence par une machine est celui du patient nommé James Tilly Matthews, décrit en 1810, et considéré comme le premier cas historique de schizophrénie paranoïde. Les expériences ressenties par Matthews seraient à rapprocher des comptes-rendus personnels publiés sur le net, et se diffusant par le biais de communautés en ligne partageant de telles croyances et expériences. Les auteurs de ces machinations électroniques ne seraient pas seulement les gouvernements, la police, les francs-maçons, politiciens ou journalistes, mais aussi des personnes du voisinage, considérées comme « bad guys » (gens mauvais).
Cependant, un tel rapprochement pose problème, car selon les critères de diagnostic psychiatrique américain (DSM), le délire d'influence ou de persécution ne peut inclure une croyance partagée par la culture ou la sous-culture du sujet. Une étude pointe ainsi le paradoxe psychiatrique du net, où des individus « très probablement influencés par des croyances délirantes » parviennent à former une communauté sous-culturelle, ce qui devrait conduire à repenser les critères de diagnostic du DSM-IV sur le délire d'influence, à l'ère d'internet.

### Psychologie sociale
En 1965, Richard Hofstader défend l'idée d'un style paranoïde pour le différencier d'une psychose ou d'un délire paranoïaque. Il le met en relation avec le maccarthysme et l'extrême-droite américaine. Le style paranoïde fait référence à un complot de dimension mondiale, considéré comme force motrice de l'Histoire. L'activiste paranoïde est un pédant, accumulant minutieusement des détails factuels, pour déboucher soudainement, de façon fulgurante, sur une conclusion générale extravagante.
D'autres auteurs, comme Raoul Girardet, insistent sur le fait que ces croyances s'ancrent dans le réel et dans les faits, mais « dans une vision et un récit mythologique », ou encore citant Paul Valéry  « le mélange de vrai et de faux est plus faux que le faux ».
En 1987, Carl Graumann et Serge Moscovici soulignent l'importance du leadership et du comportement des foules, du ressentiment face à la peur (d'un ennemi démoniaque) et à l'agressivité (contre un monde inégal, injuste ou incompréhensible).

### Anthropologie sociale
L'anxiété post moderne, le besoin de sens, la recherche de simplification d'un monde complexe, la demande de savoir doublée du sentiment d'ignorance et d'impuissance, seraient autant d'éléments nourrissant une pensée symbolique. Le harcèlement électronique, comme les autres théories du complot, s'inscrirait dans un processus de formation des mythes et légendes, propres au  XXIe siècle, dans un cadre mondialisé par internet, où tout utilisateur peut avoir accès à une culture ou sous-culture de type initiatique.
Le complotisme électronique serait un réenchantement négatif d'un monde technologique dépourvu de la notion de sacré. Les mythes modernes seraient symptomatiques du vécu social, histoires fausses au sens propre, elles sont vraies au figuré en disant les peurs et les désirs de ceux qui les racontent.

## Législation sur les armes psychotroniques
(août 2018).
L'étymologie du terme « arme psychotronique » vient de la contraction de psyché et électronique, pour nommer l'effet de l'électronique ou de l'électromagnétisme sur le psychisme et le système nerveux central. Le mot psychotronique est le terme tchèque pour désigner la parapsychologie La psychotronique serait une pseudo-science qui aurait été créée en Tchécoslovaquie dans les années 1960, sorte d'équivalent matérialiste à la parapsychologie bourgeoise. On peut donc traduire le terme d'"arme psychotronique" par celui d'« arme parapsychologique ».
Des recherches ont été entreprises pour réaliser de telles armes durant la guerre froide. Chez les Soviétiques, les recherches ont surtout portées sur l'exploitation de l'effet de Frey, un phénomène auditif induit par l'action d'un rayonnement micro-onde sur le cerveau, qui n'est nullement un phénomène parapsychologique.
Aux États-Unis des projets de loi sur les armes psychotroniques ont été déposés. Cependant, le fait que ces propositions existent n'impliquent pas l'existence de ces armes ni même que les états croient à l'existence de ces armes.

### En France
Les autorités appellent le harcèlement électronique « AGRÉMI », pour « agressions électromagnétiques intentionnelles ». Mais cette appellation ne concerne que les attaques contre les systèmes informatiques et non contre les personnes.

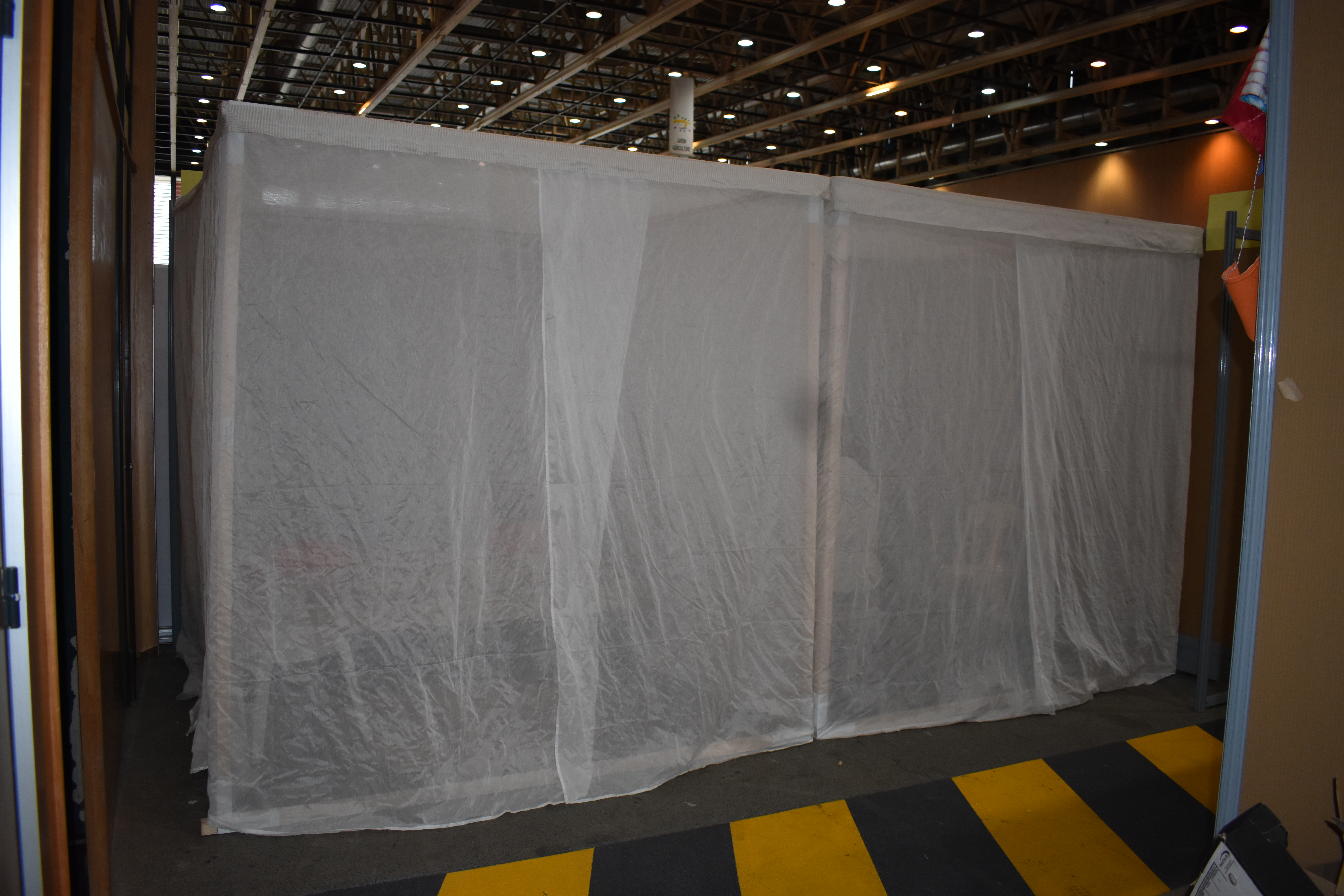
« Tente zone blanche » pour se protéger des ondes électromagnétiques, à base de fibres de coton et de lin (bio) et de fibres de cuivre, présentée au salon Primevère 2018.

En 2004, le député Claude Goasguen, pose une question écrite à François d'Aubert, ministre de la recherche, sur la recherche et le développement des psychotechnologies. Dans sa réponse le ministre mentionne, à titre d'exemples, les images subliminales, les drogues, et l'inhalation de nanoparticules comme technologies susceptibles d'affecter la psyché humaine. Il précise qu'en tant que ministre de la Recherche, seules les recherches officielles peuvent être concernées par sa réponse. Ces recherches sont encadrées. Il ne mentionne pas l'électromagnétisme, l'électronique, ni d'arme psychotronique, parapsychologique ou télépathiques.
Les victimes de harcèlement électromagnétique ont cependant la possibilité de saisir la justice au moyen de preuves. Toute personne peut par exemple solliciter l'Agence nationale des fréquences (ANFR) pour la réalisation de mesures de l'exposition aux ondes électromagnétiques.

## Signalement d'attaques

### Contre des diplomates américains et canadiens
Fin 2016, une trentaine de diplomates en poste à Cuba, américains et canadiens, présentent des symptômes neuropsychiques et sensoriels de type « commotion cérébrale ». Les autorités américaines rendent publics les faits en 2017, parlant « d'attaques soniques », puis d'armes à micro-ondes,. En 2018, un diplomate américain, en poste en Chine, présente des symptômes similaires. La presse parle d'« attaques acoustiques ».
En septembre 2018 le New York Times révèle que l’enquête officielle désigne comme principal suspect une attaque par micro-ondes, les acouphènes et les sons perçus étant dus à l'effet de Frey.
L'Académie nationale des sciences américaine conclut finalement que la source la plus plausible de ces attaques est des radio-fréquences pulsées et dirigées, qui comprennent les micro-ondes, mais en laissant ouverte l’influence possible de facteurs psychologiques et sociaux,.

#### Interprétations psychologiques
Le rapport de l'Académie nationale des sciences a été commenté et discuté par plusieurs experts dans le magazine Newsweek en 2017. Ces experts avertissent qu'un réel diagnostic n'est guère possible, sans informations supplémentaires et accès direct aux 22 victimes. Selon Mark Hallett, chef de la section du contrôle moteur humain à l'institut national américain des troubles neurologiques :  « D'un point de vue objectif cela ressemble plus à une hystérie collective qu'à autre chose ». Cette hystérie collective serait due à l'environnement anxiogène des diplomates américains en poste à Cuba.
Selon Alan Carson, ancien président de l'association britannique de neuropsychiatrie : « Ce que l'on ressent dans un trouble fonctionnel est un élément déclencheur... Une combinaison d'anxiété et de croyance et d'attente déforme ce sentiment ... Si l'on attend que quelque chose se produise, les informations reçues seront faussées de manière tout à fait réelle ... Cela peut-être transmis de personne à personne ... Si une personne a cette expérience assez fortement et déclenche cette pensée dans l'esprit de quelqu'un d'autre, cela peut aussi arriver » .
Selon John Stone : « L'épidémie aurait pu commencer avec une ou deux personnes souffrant de maux de tête et de problèmes auditifs et s'est propagée dans une atmosphère très stressante et au moment où l'on parle d'attaque sonique ». Ce neurologue affirme que les anomalies détectées dans le cerveau d'un des diplomates ne résultent pas forcément d'un traumatisme cérébral car des troubles psychiatriques peuvent transformer le cerveau et créer de pareilles lésions. C'est parce que ces gens sont réellement malades qu'ils parlent d'armes secrètes, conclut-il.
Une analyse critique du rapport de l'Académie a été publié en 2020 dans Journal of the Royal Society of Medicine (en). Selon les auteurs du commentaire, Robert Bartholomew (en) sociologue et Robert Baloh neurologue, il s'agirait d'une réaction collective face au stress, un syndrome traumatique, similaire au syndrome post-traumatique. Devant l'impossibilité de conclure, faute de preuves politiques et scientifiques d'une attaque contre les diplomates américains, ils posent cette question : « Qu'est-ce qui est le plus probable, que les diplomates ont été la cible d'une nouvelle arme mystérieuse défiant les lois de la physique et dont il n'existe aucune preuve concrète, ou qu'ils présentent des symptômes d'origine psychologique dus au stress ? ».

#### Interprétations biotechnologiques
En janvier 2018 le docteur Charles Rosenfarb, directeur médical au département d'État, auditionné par le sénat, exclut tout phénomène d'hystérie collective.
En mars 2018, le professeur Kevin Fu, informaticien et membre du groupe de recherche sur la sécurité et la confidentialité à l'université du Michigan, propose que les troubles dont ont souffert les diplomates s'expliquent par la présence de dispositif d'écoute défectueux. Les diplomates américains sont logés dans des résidences où habitent également des officiels cubain. Ils auraient été espionnés à leurs domiciles par des micros déposés par les services de renseignements cubains, et les officiels cubains auraient été espionnés par les services américains. Ces dispositifs d'écoutes croisés auraient causé une défaillance, les micros se seraient mis à produire des ultrasons qui ont provoqué les troubles chez les diplomates américains,.
En septembre 2018 le New York Times révèle que l’enquête officielle a conclu à une attaque par micro-ondes, les acouphènes et les sons perçus étant dus à l'effet de Frey.
En 2021, le neurologue James Giordano part du fait que certaines personnes ayant souffert du syndrome de La Havane ont été probablement victimes de systèmes d'énergie micro-ondes les visant personnellement. Il écarte les causes psychologiques, chimiques ou autres. En tant que conseiller de la défense américaine, il se prononce pour l'identification des pays faisant des recherches technologiques de ce type. Il en appelle à la nation tout entière pour identifier la nature et la source du problème, évaluer le risque et la menace, et organiser la parade. Il salue les efforts de l'administration Biden d'accorder les ressources nécessaires pour l'étude du syndrome de la Havane.

### Inde
Depuis, d'autres cas se sont multipliés dans le monde. En août 2020, l’armée chinoise aurait fait usage d’armes à micro-ondes contre les militaires indiens, dans des litiges frontaliers de la région du Ladakh (Himalaya), à plus de 4 000 m d'altitude. Harcelés, les soldats indiens ont subi malaises, nausées et vomissements avant de battre en retraite.

### 5G et Covid-19
Pour des articles plus généraux, voir 5G et Désinformation sur la pandémie de Covid-19.

Incidence des cas de Covid par 100000 habitants, par comté, États-Unis, 4 juillet 2020. Ce type de carte, corrélée avec la densité des antennes 5G, s'est diffusé via les réseaux sociaux.

Avant la pandémie de Covid-19, le déploiement des antennes-relais de téléphonie mobile faisait déjà l'objet de préoccupations concernant l'effet des rayonnements électromagnétiques sur la santé ; d'où l'existence de mouvements d'opposition pouvant aller jusqu'à une « radiophobie » s'inscrivant dans une théorie du complot. L'attentat-suicide de Nashville, en décembre 2020, aurait été motivé par cette radiophobie, mais sans rapport avec la pandémie,.
Au printemps 2020, surtout aux États-Unis et au Royaume-Uni, une théorie d'un complot 5G-Covid se diffuse sur les réseaux sociaux. Elle se base sur des cartes géographiques établissant une corrélation entre les cas de Covid et la densité des pylônes d'antennes 5G. Cette théorie est soutenue par plusieurs célébrités (présentateur télé, boxeur, chanteur, acteur...). Les thèmes sont multiples :
- le virus n'existe pas, la maladie est d'origine électromagnétique, celle de la 5G ; le virus existe, mais il est produit par la 5G ; la 5G favorise l'infection en affaiblissant le système immunitaire ;
- la 5G et le virus sont de même origine chinoise ; la 5G-Covid est une stratégie satanique annonçant l'Apocalypse ; la 5G-Covid est une cabale techno-capitaliste  pour contrôler les citoyens ;
- le Vaccin contre la Covid-19 contient une puce 5G pour surveiller les citoyens.

L'apparition de ces théories est rendu possible par l'accès public aux données sur le net et à la « démocratisation » de leur analyse effectuée par des internautes. Ici, le partage des informations ne conduit pas forcément à un partage des savoirs, notamment celui des difficultés méthodologiques d'interprétation de corrélations géographiques apparentes (Cum hoc ergo propter hoc).

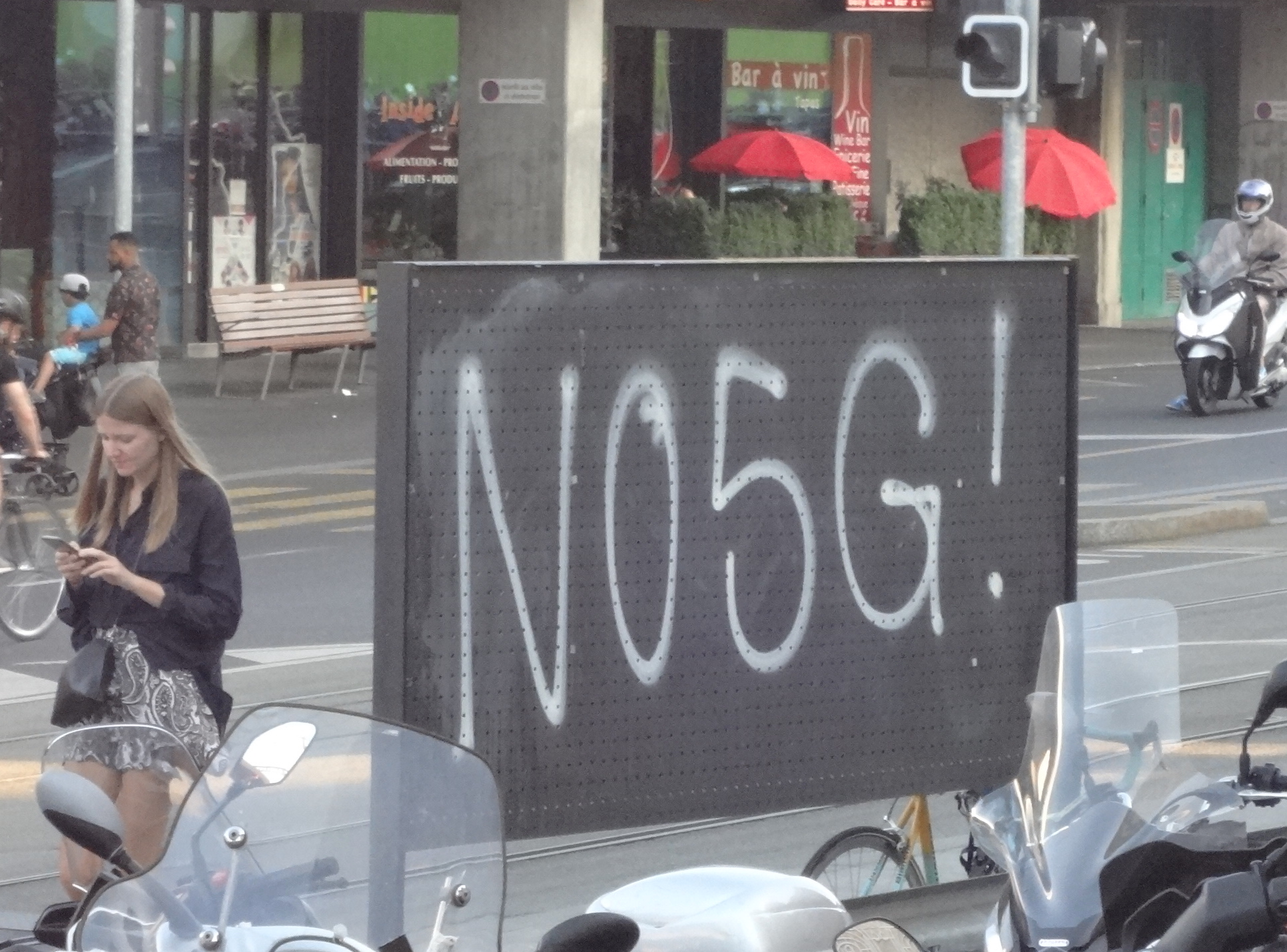
Graffiti contre la 5G, Genève 2019.

La diffusion de ces rumeurs confirme l'idée que les théories du complot sont liées entre elles (la croyance à une théorie du complot favorise l'adhésion à une autre) avec croyance simultanée en des thèses opposées (par exemple : la princesse Diana a été assassinée / elle a organisé sa propre mort dans un accident). Ceci implique que ces théories pourraient reposer sur un même mécanisme psychologique sous-jacent.
Ce genre de croyances a pu aboutir à des actes de vandalisme contre le réseau 5G et d'agressions contre le personnel des télécommunications, surtout au Royaume-Uni (au moins 77 pylônes détruits en 2020) à un point tel que le gouvernement a du intervenir sur la mise en danger du fonctionnement des urgences médicales.
Ces actes de violences seraient le résultat de l'association de trois facteurs : des croyances complotistes, un sentiment de colère (ou d'anxiété et de peur), et une personnalité de type paranoïaque.

## Dans la fiction
Le harcèlement électronique est aussi le sujet d'œuvres de fictions comme le roman de Richard Condon, Mandchurian Candidate (1959) publié en France sous le titre Un crime dans la tête, et adapté plusieurs fois au cinéma, la première adaptation étant Un crime dans la tête de John Frankenheimer (1962). On y raconte la programmation d'un assassin manipulé par une mère maléfique et agent communiste. Ce roman paraît préfigurer l'assassinat de Kennedy (1963) et celui de Martin Luther King (1968) donc rendre compte d'une réalité plausible.
Vladimir Volkoff raconte dans l'une de ses œuvres l'histoire d'un psychiatre russe dissident qui découvre aux Etats-Unis des programmes de recherche faisant recours à l'exposition à des ondes électromagnétiques et à la privation sensorielle (Le Berkeley à 5 heures, Charme slave : la machination ou la poupée russe).

### Études
- Véronique Campion-Vincent, La société parano : Théories du complot, menaces et incertitudes, Paris, Payot, coll. « Petite Bibliothèque Payot » (no 639), 2007, 185 p. (ISBN 978-2-228-90232-8), chap. III (« Assiégés ! Du contrôle mental à la science maléfique »).

### Témoignages
- (en) Karen Wetmore, Surviving Evil : CIA Mind Control Experiments in Vermont, Manitou Communications, 2014, 325 p. (ISBN 9780981537634).